# Klein, klein jongetje (als je groot bent)
Klein, klein jongetje (als je groot bent) is een lied van de Nederlandse rapper Emms en de rapformatie Broederliefde. Het werd in 2022 als single uitgebracht.

## Achtergrond
Klein, klein jongetje (als je groot bent) is geschreven door Anthony Pengel, Arjan Bedawi, Charnett Reemnet, Emerson Akachar, Faisal Mssyeh, Jarmo Lopulissa, Kim Arzbach en Vijay Kanhai en geproduceerd door Zerodix. Het is een nummer dat past in het genre nederhop. Het nummer is een bewerking van Klein, klein jongetje van U-Niq en Feis uit 2006. In het lied rapt Emms over hoe zijn leven was als een jongetje dat opgroeide in de Rotterdamse wijk Spangen. Hij vraagt aan zijn jongere zelf wat zijn doelen zijn en hoe hij er voor gaat zorgen dat hij succesvol in zijn leven kan zijn. 
Hoewel zowel Emms als zijn rapformatie Broederliefde zijn aangeschreven als uitvoerend artiest, is voornamelijk Emms te horen in het lied. De constructie waarbij de groep als uitvoerend artiest wordt toegevoegd aan een solo-lied van Emms, werd al eerder toegepast bij het nummer Het is een feit in 2016.

## Hitnoteringen
De artiesten hadden bescheiden succes met het lied in Nederland. Het stond op de 55e plaats van de Single Top 100 in de enige week dat het in deze hitlijst te vinden was. De Top 40 en haar Tipparade werden niet bereikt.